# Chega
Az Chega (magyarul: Elég!, stilizálva: CHEGA!) egy portugál nemzeti konzervatív, jobboldali populista politikai párt, amit André Ventura volt szociáldemokrata politikus alapított 2019-ben.
A pártot 2019 áprilisában alapították és a 2019-es európai parlamenti választásokon az Elég! koalíció részeként indult el, ekkor még nem szerzett mandátumot. A 2019-es portugáliai parlamenti választásokon egy mandátumot szereztek. A 2022-es portugáliai parlamenti választásokon 7.2%-ot szerezve 12 mandátumot kaptak a Portugál Parlamentben.

## Ideológia
A párt magát nacionalista, konzervatív és perszonalista gyökerűnek vallja, melyben nemzeti konzervatív és szociálkonzervatív elemek vannak. Fontosnak tartják a hatékony jogrendszert és az állam kisebb szerepvállalását a gazdaságban.
A párt Portugália rendvédelmi ereit erősítené meg: növelnék az állományt valamint harcolna a korrupció és adócsalás ellen. Súlyosabb bűncselekmények elkövetőinél bevezetnék Portugáliában az életfogytiglani szabadságvesztés intézményét valamint egyes esetekben a kémiai kasztrálást is. A párt egyes tagjai még a halálbüntetést is bevezetnék a terrorizmus elleni bűncselekmények elkövetői vagy a gyermekek ellen elkövetett nemi erőszak esetén. Gazdasági területen adócsökkentést vinne véghez és bürokráciacsökkentést, hogy Portugália gazdaságát versenyképesebbé tegye.
Kiállnak a nyugati civilizáció ellen és mereven ellenzik az iszlám szélsőségeket, erősebb határvédelmet sürgetnek és a "tömeges és illegális bevándorlást" csökkentenék. A pártot cigányellenesnek is tartják. Fontosnak tartják a bevándorlók integrációját, ugyanakkor álláspontjuk szerint az országban élő külföldieknek és bevándorlóknak tisztelniük kell a helyi értékeket, ritusokat és hagyományokat. Támogatnak kétoldalú megállapodásokat és bevándorlást az egykori volt portugál gyarmati országokból, mint Brazília vagy portugál nyelvű afrikai országok. A nem nyugat-európai bevándorlással szemben kritikusabbak. A büntetett előéletű és gazdaságilag inaktív bevándorlókat kitoloncoltatnák. Ellenzik a multikulturalizmust és a sária törvénykezést.
Az Európai Unió kérdésében a párt euroszkeptikus. Alapvetően támogatja a "négy szabadság" eszméjé: áru, tőke, szolgáltatások és a munkaerő szabadáramlását, de kiállnak a "szuverén népek Európájáért, amelyek görög-római kultúrán és zsidó-keresztény értéken alapulnak". Szeretnék, hogy Portugáliának a külügyi és gazdasági kérdésekben több függetlensége lenne Brüsszeltől és ellenzik az EU kötelező bevándorlási és menekült kvótáját. Emellett még felvetették ,hogy Portugáliának akkor kellene kilépnie az EU-ból, ha az föderatív államszövetséggé válna.